# Yogi Babu
Yogi Babu (nacido el 22 de julio de 1985) es un actor y comediante indio que aparece en películas tamiles. Ganador del premio de cine Ananda Vikatan en tres ocasiones, saltó a la fama tras sus actuaciones en Aandavan Kattalai (2016), Kolamavu Kokila (2018) y Pariyerum Perumal (2018).

## Primeros años y personal
El padre de Babu era un havildar en el ejército indio, por lo que Babu tuvo que viajar mucho junto a él cuando era niño, como resultado de lo cual estudió en Jammu a principios de la década de 1990.
Babu se casó con Manju Bhargavi el 5 de febrero de 2020 en una ceremonia íntima celebrada en su templo ancestral en Tiruttani. Es padre de un niño nacido el 28 de diciembre de 2020.

## Carrera
Babu fue visto por primera vez por el director Ram Bala, cuando acompañó a un amigo al rodaje de la serie de televisión de comedia, Lollu Sabha. Intrigado por la apariencia y el físico peculiares de Babu, Ram Bala preguntó si Babu quería convertirse en actor y, posteriormente, lo contrató como artista júnior. Babu también trabajó como asistente de dirección en la serie y ayudó a escribir escenas durante dos años. Hizo su debut cinematográfico en Yogi (2009), protagonizada por Ameer, como aspirante a actor y posteriormente adaptó el nombre de la película como prefijo para su nombre artístico. Apareció como un matón en Paiyaa. Más tarde apareció en un papel no acreditado como proxeneta en Kalakalappu (2012) de Sundar C. En 2013, apareció en su primer papel de comedia extendida con Pattathu Yaanai (2013), mientras que también apareció en la película hindi, Chennai Express junto a Shah Rukh Khan.
Luego saltó a la fama después de sus actuaciones como rival de comedia de Sivakarthikeyan en Maan Karate (2014) y como comediante inquietante en Yaamirukka Bayamey (2014). En 2015, apareció en más de una docena de películas y obtuvo críticas positivas por su trabajo en Kaaka Muttai (2015) y Kirumi (2015). Yogi Babu tuvo un gran año en 2016, apareciendo en 20 películas y ganando elogios de la crítica por su papel junto a Vijay Sethupathi en Aandavan Kattalai (2016). A esto le siguió su papel en Kolamaavu Kokila (2018), donde su interpretación de amante unilateral frente a Nayanthara fue aclamada por la crítica mientras que la canción de Kalyana Vayasu y sus payasadas se volvieron virales. Aparece como personaje secundario en la película Pariyerum Perumal (2018), la película lanzada con críticas positivas de la crítica, con críticas elogiando la comedia y la actuación de Yogi Babu. Actuó por primera vez como papel principal en Dharmaprabhu (2019) en el que interpretó el papel de Yamantaka. Jugó un papel clave en Gurkha (2019). Babu es un guardia de seguridad en este drama de rehenes escrito y dirigido por Sam Anton. Ha actuado con la superestrella Rajinikanth en Darbar (2020).
En Mandela (2021), Yogi Babu jugó un papel principal por segunda vez en su carrera. La película, que indiscutiblemente tiene la mejor actuación de Yogi Babu hasta la fecha.

## Filmografía

### Películas
| Año  | Película                           | Rol                                           | Notas                                                          |
| ---- | ---------------------------------- | --------------------------------------------- | -------------------------------------------------------------- |
| 2009 | Yogi                               | Aspirante a actor                             |                                                                |
| 2009 | Sirithal Rasipen                   | Secuaz                                        |                                                                |
| 2010 | Thillalangadi                      | Compañero de Maasi                            |                                                                |
| 2010 | Paiyaa                             | Miembro de la pandilla Rowdies                |                                                                |
| 2011 | Velayudham                         | Aldeano                                       |                                                                |
| 2011 | Thoonga Nagaram                    |                                               |                                                                |
| 2011 | Rajapattai                         | Azhagu                                        |                                                                |
| 2012 | Kalakalappu                        | Malaikotta Shankar                            |                                                                |
| 2012 | Attakathi                          |                                               |                                                                |
| 2013 | Pattathu Yaanai                    | Secuaz                                        |                                                                |
| 2013 | Soodhu Kavvum                      | El secuaz del doctor Rowdy                    |                                                                |
| 2013 | Thee Kulikkum Pachai Maram         | Selvam                                        |                                                                |
| 2013 | Chennai Express                    | Contrabandista de Sri Lanka                   | Película india                                                 |
| 2014 | Veeram                             | Secuaz                                        |                                                                |
| 2014 | Endrendrum                         |                                               |                                                                |
| 2014 | Maan Karate                        | Vavaal                                        |                                                                |
| 2014 | Yennamo Yedho                      |                                               |                                                                |
| 2014 | Aranmanai                          | Sagidi, un adivino                            |                                                                |
| 2014 | Jai Hind 2                         | Miembro de la asociación de escuelas privadas |                                                                |
| 2014 | Yaamirukka Bayamey                 | Panni Moonji Vaayan                           |                                                                |
| 2015 | I                                  | Fan de Keerthivasan                           |                                                                |
| 2015 | Vella Kaka Manja Kuruvi            |                                               |                                                                |
| 2015 | Kaaki Sattai                       | Mendigo                                       |                                                                |
| 2015 | Iridiyam                           |                                               |                                                                |
| 2015 | Ivanuku Thannila Gandam            |                                               |                                                                |
| 2015 | India Pakistan                     | Aamai Kunju                                   |                                                                |
| 2015 | Demonte Colony                     | Chico de navegación                           |                                                                |
| 2015 | Kaaka Muttai                       |                                               |                                                                |
| 2015 | Naalu Policeum Nalla Irundha Oorum | Ladrón                                        |                                                                |
| 2015 | Sakalakala Vallavan                | Sirviente de Chinnasamy                       |                                                                |
| 2015 | Yatchan                            |                                               |                                                                |
| 2015 | Kirumi                             | Amigo de Kadhir                               |                                                                |
| 2015 | Vedalam                            | Chatterjee                                    |                                                                |
| 2015 | Kaki: Sound of Warning             |                                               | Película telugu                                                |
| 2016 | Vil Ambu                           | Honest                                        |                                                                |
| 2016 | Pokkiri Raja                       | Mojo                                          |                                                                |
| 2016 | Mapla Singam                       |                                               |                                                                |
| 2016 | Hello Naan Pei Pesuren             | Cantante callejero                            |                                                                |
| 2016 | Jithan 2                           | Annayya                                       |                                                                |
| 2016 | Tea Kawaii Raja                    |                                               |                                                                |
| 2016 | Pandiyoda Galatta Thaangala        |                                               |                                                                |
| 2016 | Enakku Innoru Per Irukku           | Ondipuli                                      |                                                                |
| 2016 | Muthina Kathirikai                 | Rowdy                                         |                                                                |
| 2016 | Metro                              | Subway Lover                                  |                                                                |
| 2016 | Jackson Durai                      | Mani                                          |                                                                |
| 2016 | Kuttrame Thandanai                 |                                               |                                                                |
| 2016 | Aandavan Kattalai                  | Muthupandi Selvam                             | SIIMA Award for Best Comedian Vikatan Award Best Comedian-Male |
| 2016 | Remo                               | Amante de Remo                                |                                                                |
| 2016 | Kadalai                            | Kaali                                         |                                                                |
| 2016 | Kannula Kaasa Kattappa             | Kettavan                                      |                                                                |
| 2016 | Virumandikum Sivanandikum          | Asistente del prestamista                     |                                                                |
| 2016 | Atti                               | Boxer Babu                                    |                                                                |
| 2016 | Veera Sivaji                       | Ramesh                                        |                                                                |
| 2016 | Mo                                 | Pazhani                                       |                                                                |
| 2017 | Kattappava Kanom                   | Nandu                                         |                                                                |
| 2017 | Attu                               | Sappa                                         |                                                                |
| 2017 | Nagarvalam                         |                                               |                                                                |
| 2017 | Saravanan Irukka Bayamaen          | Babu                                          |                                                                |
| 2017 | Sathriyan                          |                                               |                                                                |
| 2017 | Aaram Vetrumai                     |                                               |                                                                |
| 2017 | Ka Ka Ka: Aabathin Arikuri         | Natchatiram                                   |                                                                |
| 2017 | Pichuva Kaththi                    | Babu                                          |                                                                |
| 2017 | Mersal                             | Nolan                                         |                                                                |
| 2017 | En Aaloda Seruppa Kaanom           | 'Remo' Ravi                                   |                                                                |
| 2017 | Sathya                             | Ram                                           |                                                                |
| 2017 | 12-12-1950                         |                                               |                                                                |
| 2017 | Balloon                            | Panda                                         |                                                                |
| 2018 | Gulaebaghavali                     | Panni                                         |                                                                |
| 2018 | Thaanaa Serndha Koottam            | Narayanan                                     |                                                                |
| 2018 | Mannar Vagaiyara                   | Kannan                                        | Aparición especial                                             |
| 2018 | Kalakalappu 2                      | Bhagavan                                      |                                                                |
| 2018 | Solli Vidava                       | Yogi                                          |                                                                |
| 2018 | Veera                              | Jithesh                                       |                                                                |
| 2018 | Yenda Thalaiyila Yenna Vekkala     | Aadhi                                         |                                                                |
| 2018 | Kaali                              | Gopi                                          |                                                                |
| 2018 | Semma                              | Omagundam                                     |                                                                |
| 2018 | Oru Kuppai Kathai                  | Kumar's friend                                |                                                                |
| 2018 | Semma Botha Aagathey               | Soosai                                        |                                                                |
| 2018 | Mohini                             | Cotton                                        |                                                                |
| 2018 | Junga                              | Yo Yo                                         |                                                                |
| 2018 | Kolamaavu Kokila                   | Sekar                                         | SIIMA Award for Best Comedian Vikatan Award Best Comedian-Male |
| 2018 | Echcharikkai                       | Frank De Souza                                |                                                                |
| 2018 | Pariyerum Perumal                  | Anand                                         | Vikatan Award Best Comedian-Male                               |
| 2018 | Sarkar                             | Kaushik                                       |                                                                |
| 2018 | Kaatrin Mozhi                      | Mahesh Babu                                   | Cameo                                                          |
| 2018 | Silukkuvarupatti Singam            | Tony                                          |                                                                |
| 2019 | Maanik                             |                                               |                                                                |
| 2019 | Viswasam                           | Velu                                          |                                                                |
| 2019 | Kuthoosi                           |                                               |                                                                |
| 2019 | Vantha Rajavathaan Varuven         | Azhagu                                        |                                                                |
| 2019 | Thadam                             | Suruli                                        |                                                                |
| 2019 | Pattipulam                         |                                               |                                                                |
| 2019 | Airaa                              | Mani                                          |                                                                |
| 2019 | Kuppathu Raja                      | Kaisamaa                                      |                                                                |
| 2019 | Watchman                           | Maari                                         |                                                                |
| 2019 | K-13                               | Delivery boy                                  |                                                                |
| 2019 | 100                                | M.Jackson                                     |                                                                |
| 2019 | Ayogya                             | Thief                                         |                                                                |
| 2019 | Mr.Local                           | Auto Sekar                                    |                                                                |
| 2019 | Lisaa                              |                                               |                                                                |
| 2019 | Dharmaprabhu                       | Yamantaka                                     |                                                                |
| 2019 | Gorilla                            | Pickpocket                                    |                                                                |
| 2019 | Gurkha                             | Babu                                          |                                                                |
| 2019 | Jackpot                            | Rahul                                         |                                                                |
| 2019 | Comali                             | Mani                                          | Zee Cine Awards Tamil for Best Comedian                        |
| 2019 | Zombie                             | Pistol Raj                                    |                                                                |
| 2019 | Namma Veettu Pillai                | Lawyer                                        | Cameo                                                          |
| 2019 | Petromax                           | Paal Pandi                                    |                                                                |
| 2019 | Puppy                              | Senior                                        |                                                                |
| 2019 | Bigil                              | Donald                                        |                                                                |
| 2019 | Butler Balu                        | Cocinero                                      |                                                                |
| 2019 | Action                             | Jack                                          |                                                                |
| 2019 | Jada                               | Messi                                         |                                                                |
| 2019 | Iruttu                             | Vanangamudi                                   | Cameo                                                          |
| 2019 | Dhanusu Raasi Neyargale            | Él mismo                                      |                                                                |
| 2019 | 50/50                              | Kai Kulandhai                                 |                                                                |
| 2020 | Darbar                             | Kaushik                                       |                                                                |
| 2020 | Taana                              | Dooma                                         |                                                                |
| 2020 | Dagaalty                           | Dheena                                        |                                                                |
| 2020 | Sandimuni                          | Gorakh                                        |                                                                |
| 2020 | Naan Sirithal                      | Dilli Babu                                    |                                                                |
| 2020 | Asuraguru                          | 'Digital India' Dinakaran                     |                                                                |
| 2020 | Cocktail                           | Don                                           | Publicado en ZEE5                                              |
| 2020 | Naanga Romba Busy                  | Kuberan                                       |                                                                |
| 2020 | Kanni Raasi                        | Vairamani                                     |                                                                |
| 2021 | Trip                               | Azhagan                                       |                                                                |
| 2021 | Engada Iruthinga Ivvalavu Naala    |                                               |                                                                |
| 2021 | Sulthan                            | Otta Lorry                                    |                                                                |
| 2021 | Mandela                            | Nelson Mandela                                |                                                                |
| 2021 | Karnan                             | Vadamalaiyaan                                 |                                                                |
| 2021 | Vanakkam Da Mappillai              | Él mismo                                      | Aparición especial                                             |
| 2021 | Vellai Yaanai                      | KK                                            |                                                                |
| 2021 | Navarasa                           | Velusamy                                      |                                                                |
| 2021 | Dikkiloona                         | Albert aka Einstein                           |                                                                |
| 2021 | Annabelle Sethupathi               | Shanmugam                                     |                                                                |
| 2021 | Pei Mama                           | Kohli Kumar                                   |                                                                |
| 2021 | Doctor                             | Prathap                                       |                                                                |
| 2021 | Aranmanai 3                        | Abhishek                                      |                                                                |
| 2021 | Raajavamsam                        |                                               |                                                                |
| 2021 | Jail                               | Saravanan                                     |                                                                |
| 2021 | Murungakkai Chips                  | Deudor                                        |                                                                |
| 2022 | Theal                              | Tiger                                         |                                                                |
| 2022 | Thamezharasan                      |                                               |                                                                |

### Próximos proyectos
| Película                       | Rol | Estado                              | Notas  |
| ------------------------------ | --- | ----------------------------------- | ------ |
| Beast                          |     | En rodaje                           |        |
| Veerame Vaagai Soodum          |     | Lanzamiento el 4 de febrero de 2022 |        |
| Shaitan Ka Bachcha             |     | demorado                            |        |
| Sathuranga Vettai 2            |     | demorado                            |        |
| Adangathey                     |     | demorado                            |        |
| Nindru Kolvaan                 |     | En rodaje                           |        |
| Jagajala Killadi               |     | terminado                           |        |
| Panni Kutty                    |     | En rodaje                           |        |
| Kadaisi Vivasayi               |     | En rodaje                           |        |
| Pistha                         |     | Posproducción                       |        |
| Kaaviyum Aaviyum Naduvula Devi |     | En rodaje                           |        |
| Poochandi                      |     | En rodaje                           |        |
| Saloon                         |     | En rodaje                           |        |
| Valimai                        |     | En rodaje                           |        |
| Ayalaan                        |     | En rodaje                           |        |
| Vellai Ulagam                  |     | En rodaje                           |        |
| Theeyorkku Anjael              |     | En rodaje                           |        |
| Takkar                         |     | En rodaje                           |        |
| Soorapuli                      |     | En rodaje                           |        |
| Legend Saravana movie          |     | En rodaje                           |        |
| Sundara Travels 2              |     | Posproducción                       |        |
| Kasethan Kadavulada            |     | En rodaje                           |        |
| Thalai Nagaram 2               |     | En rodaje                           |        |
| Koogle Kuttappa                |     | En rodaje                           | [ 19 ] |

### Televisión
| Año       | Título              | Notas |
| --------- | ------------------- | ----- |
| 2012-2013 | My Name Is Mangamma |       |
| 2004-2007 | Lollu Sabha         |       |